# Die verrückteste Rallye der Welt
Die verrückteste Rallye der Welt (Originaltitel The Gumball Rally) ist eine US-amerikanische Actionkomödie nach den Ereignissen des Cannonball-Rennens. Sie entstand 1976 unter der Regie des ehemaligen Stunt-Koordinators Charles Bail, der den Film auch produzierte und am Drehbuch mitschrieb.

## Handlung
Der Geschäftsmann Michael Bannon organisiert ein geheimes und illegales Straßenrennen von der Ost- zur Westküste der USA. Die Teilnehmer versammeln sich in einer Garage in New York City, um mit den Vorbereitungen für den Start zu beginnen. In der Zwischenzeit erlangt der LAPD Lieutenant Roscoe Kenntnis von dem geplanten Rennen. Das Rennen beginnt trotz Roscoes Versuchen, den Start zu verhindern.
Im weiteren Verlauf handelt der Film von den Erlebnissen der teilnehmenden Teams während des Rennens und der Versuche Roscoes, die Teilnehmer festzusetzen und an der Weiterfahrt zu hindern.
Mit der Ankunft in Kalifornien endet das Rennen schließlich. In der Schlussszene des Films deutet Bannon ein erneutes Rennen an, das die Fahrer zurück nach New York führen soll.

## Produktion
Für die Eröffnungsszenen in New York wurden einige Straßen an einem frühen Sonntagmorgen gesperrt, darunter der Broadway und die Park Avenue. Das Duell zwischen dem Ferrari und der Cobra am Ende des Films wurde am Los Angeles River und an der Queen Mary in Long Beach aufgenommen.
Obwohl Die verrückteste Rallye der Welt ein Low-Budget-Film ist, wurde er von First Artists produziert. First Artists wurde ursprünglich mit der Zielsetzung gegründet, „anspruchsvolle Unterhaltung“ zu produzieren.
Im Film werden viele bemerkenswerte Fahrzeuge gezeigt, z. B. ein
- Ford Shelby Cobra 427 „Side Oiler“ von 1966,
- Ferrari Daytona von 1974,
- Porsche 911 Targa von 1974,
- Dodge Polara 440 Polizeiauto von 1971,
- Chevrolet Camaro Z-28 von 1970,
- Rolls-Royce Silver Shadow,
- Jaguar E-Type,
- Mercedes-Benz 300SL,
- Chevrolet Corvette,
- Chevrolet Van,
- sowie ein Hot Rod und eine Kawasaki 750 H2

## Kritik
Die verrückteste Rallye der Welt erhielt ein schlechtes Presseecho, was sich auch in den Auswertungen US-amerikanischer Aggregatoren widerspiegelt. So erfasst Rotten Tomatoes überwiegend kritische Besprechungen und ordnet den Film dementsprechend als „Gammelig“ ein. Laut Metacritic fallen die Bewertungen im Mittel „Grundsätzlich Ablehnend“ aus. Es folgen einige repräsentative Pressestimmen:

„Technisch aufwendiges, mit Klischees und billigen Effekten aufgepulvertes Spektakel.“

„Ein spassiges Beispiel für eine Action-Komödie.“

„Er ist angenehme, professionelle, harmlose Unterhaltung. Er enthält einige schwierige und gut koordinierte Stunts. Er hat eine ziemlich gute Besetzung. Und er weckt nie das Verlangen, aus dem Kino zu fliehen.“